# Roostoja
Roostoja – wieś w Estonii, w prowincji Virumaa Wschodnia, w gminie Tudulinna.